# Gate Gill
Der Gate Gill ist ein Wasserlauf im Lake District, Cumbria, England. Er entsteht am Blencathra und fließt in südlicher Richtung bis zu seiner Mündung in den River Glenderamackin südlich von Threlkeld.